# Liguus virgineus
Liguus virgineus — наземный брюхоногий моллюск из семейства Orthalicidae. Типовой вид рода Liguus.
Эндемик острова Эспаньола (Гаити и Доминиканская Республика). Моллюски обитают на деревьях и питаются мхом, грибками и микроскопическими водорослями, покрывающими кору деревьев.

## Описание
Высота раковины 30—60 мм. Раковина моллюска овально-конической формы, небольшого размера, тонкостенная, но при этом крепкая. Покровы раковины гладкие, блестящие. Устье угловато-полукруглое. Основная окраска раковины белая или кремово-белая на которой проходят тонкие яркие спиральные полоски оранжевого, пурпурного и жёлтого цветов. Устье бело-фиолетового цвета с алой колумеллярной губой.